# 慈善宮

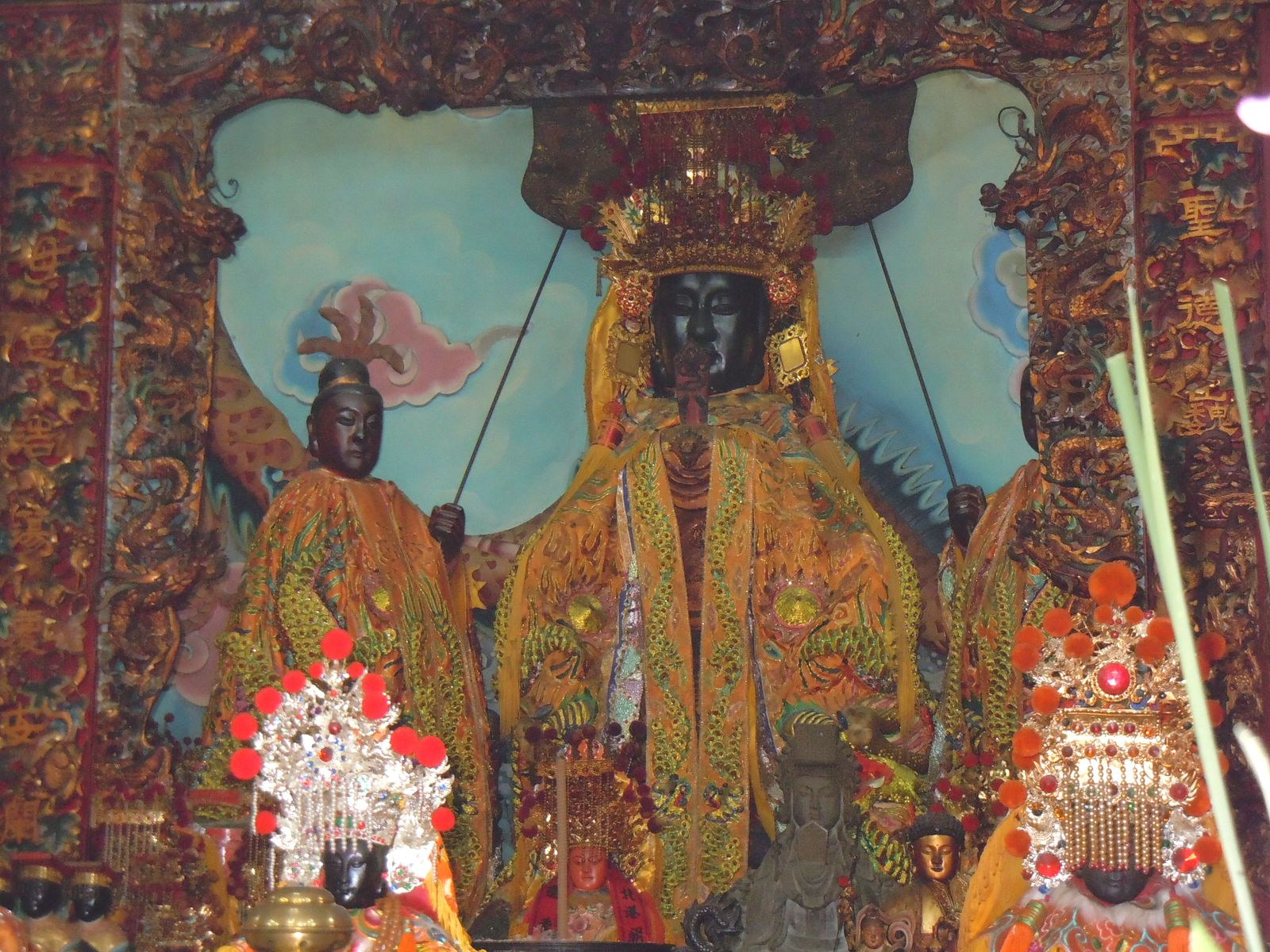
慈善宮－鎮殿開臺湄洲天上聖母。

南投慈善宮位於臺灣南投縣南投市，是供奉天上聖母、三天玉勅王爺、金禪太子的廟宇。臺灣藝人豬哥亮生前多次到此廟參拜，為該廟的知名信徒。

## 沿革
南投慈善宮緣起於民國六十年間（1971年），在臺中市學士路上（即中正公園的前身），即媽祖首次開壇救世，時值因台中都市計劃，土地遭徵收，又移駕至台中縣大里鄉日新村（現改制為大里市日新里）吉隆路九巷八號，再創立「三天太子殿」繼續開辦，以醒世、救世、渡世三大任務，點化人心，救渡眾生，由於「聖母」神威遠播，信徒分佈全臺，在民國六十四年（1975年），當時陳姓弟子萬國先生願捐款購地，眾多慷慨解囊捐獻，嗣於民國七十三年（1984年），經由宮主黃李濟和夫黃永龍統籌規劃，擇定現址興建廟宇。

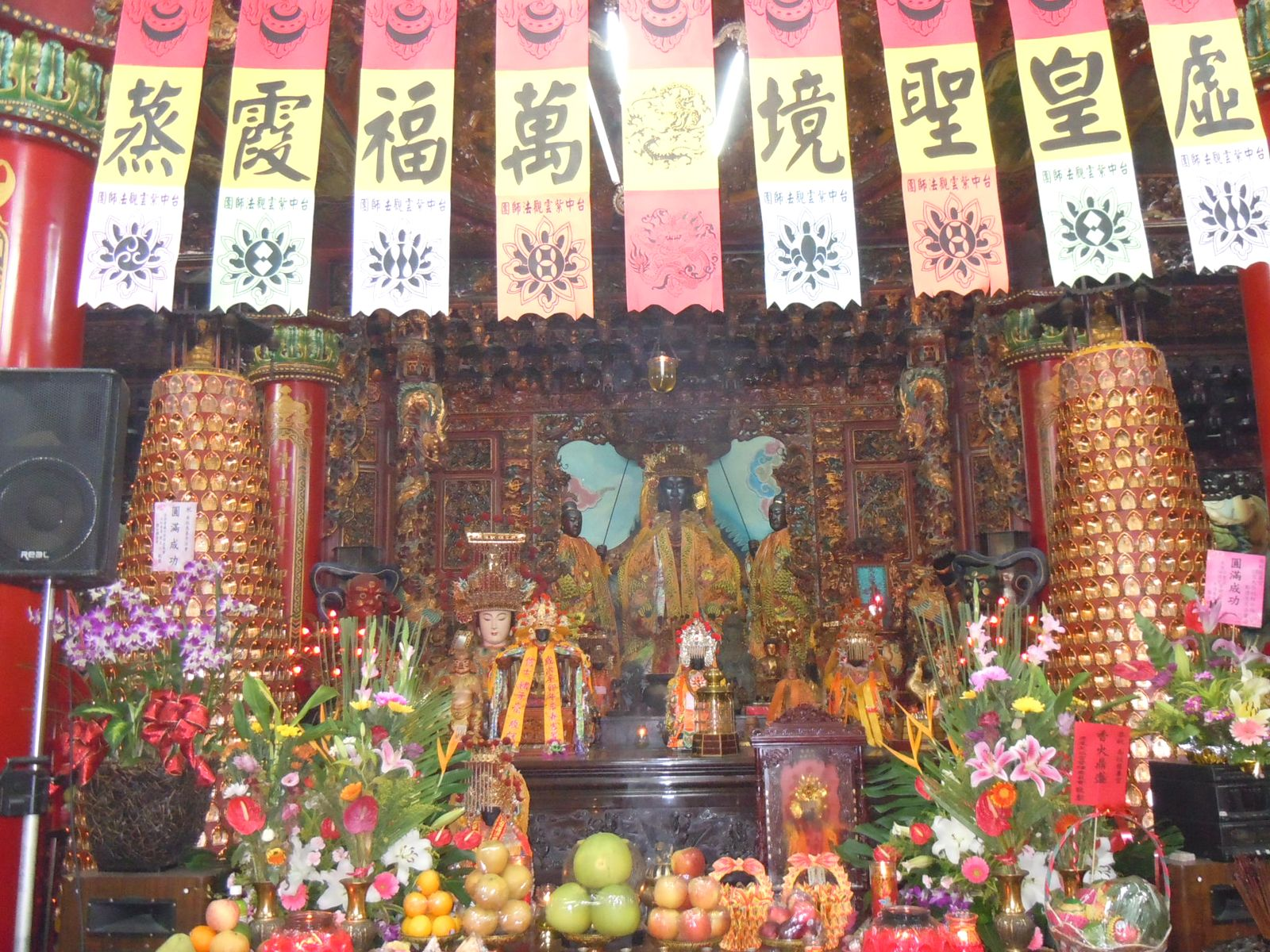
慈善宮大殿。

為弘揚天上聖母慈悲為懷普渡眾生之懿德及發揚慈善心，以回饋社會之旨意，故命名為「慈善宮」。地處於八卦山麓，南崗工業區旁，鄰近中興新村。民國八十六年（1997年）恭接湄洲媽祖，蒙賜聖火媽祖乙尊和三寶（蜜蜂、皇蛾和穿山甲）於宮中，有求必應，蒞臨參香的善信大德會所求如意如願、大降吉祥。

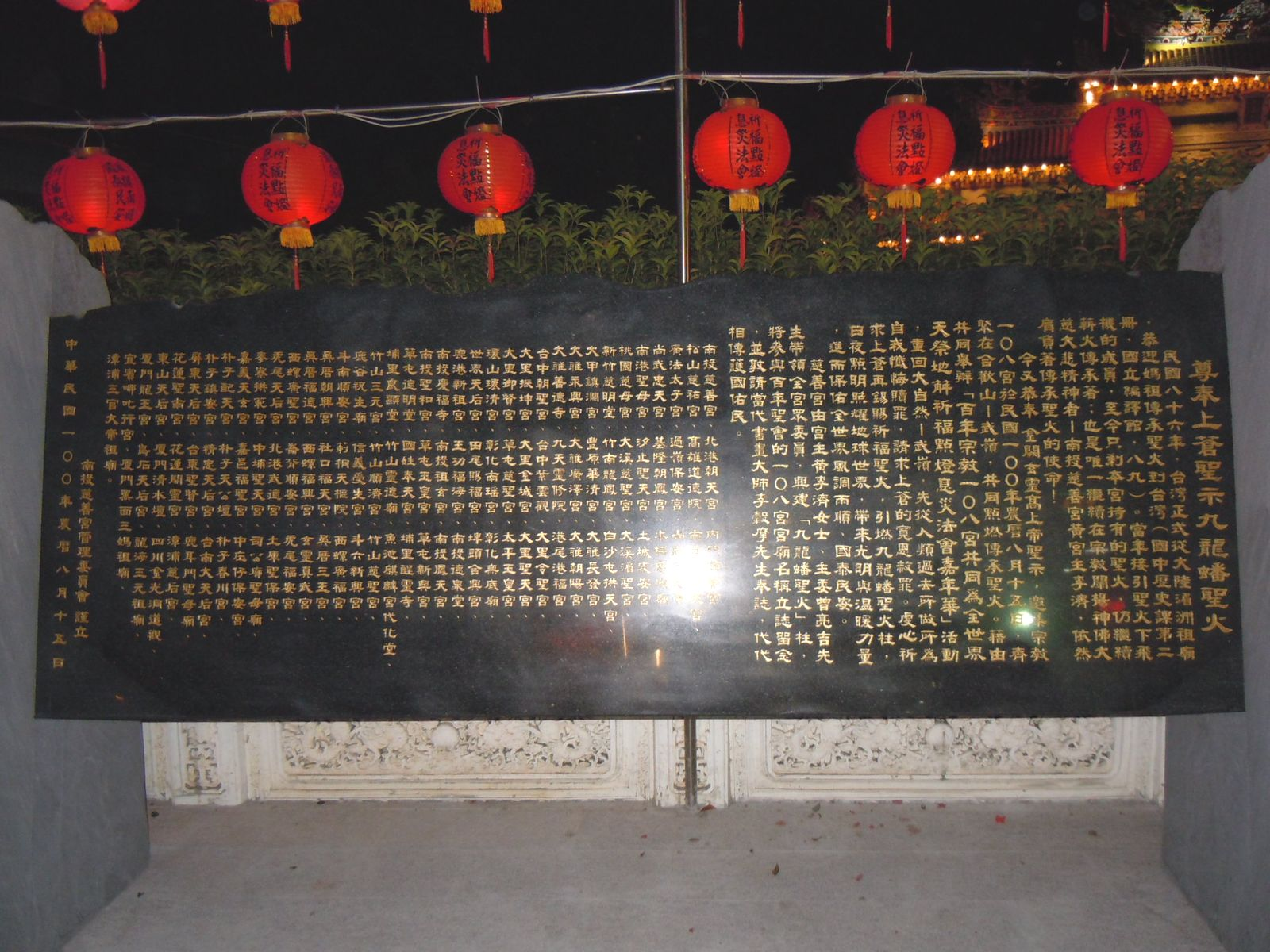
慈善宮的九龍蟠聖火。

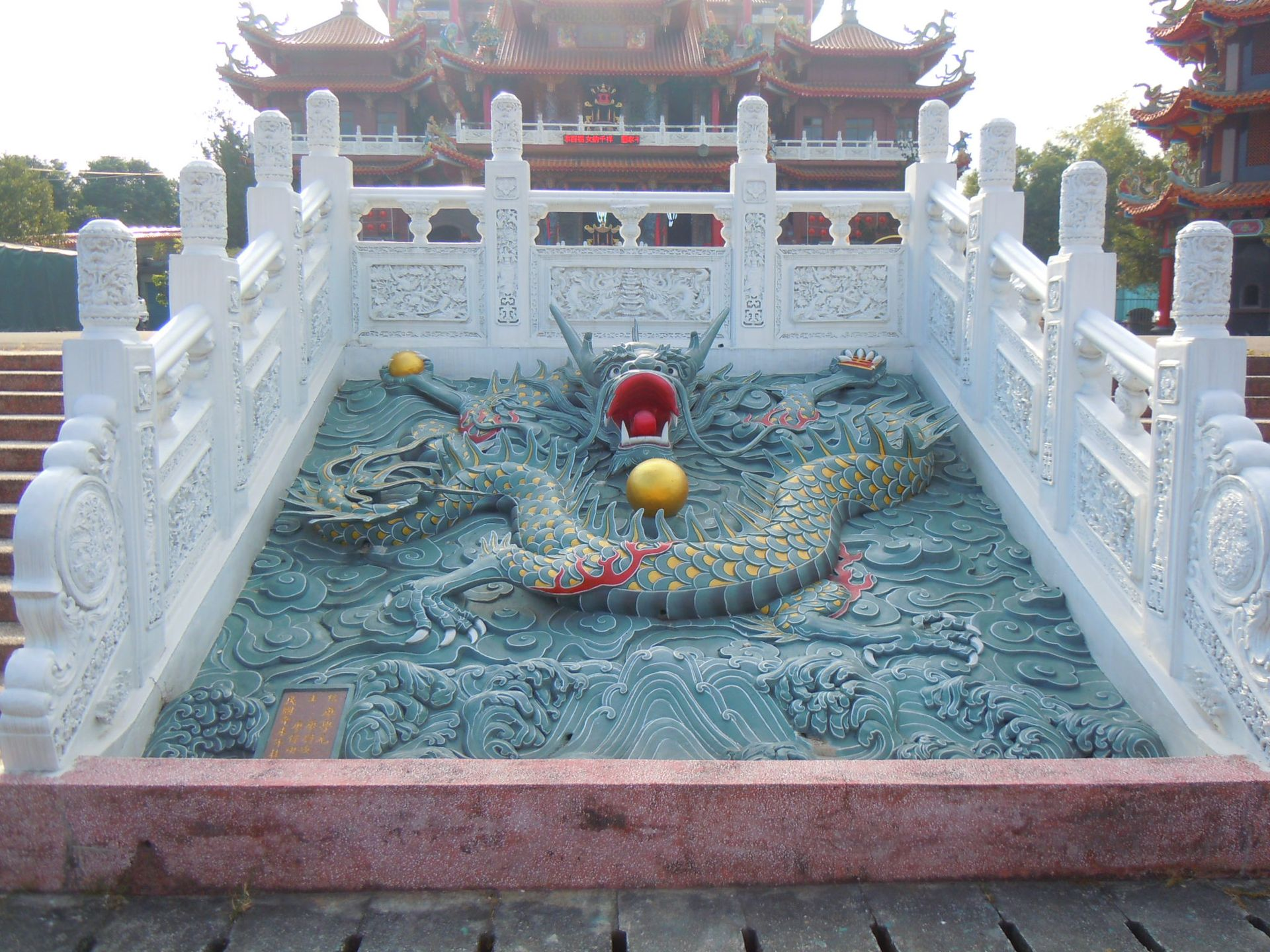
慈善宮廣場階梯的九龍御路圖。

## 公益

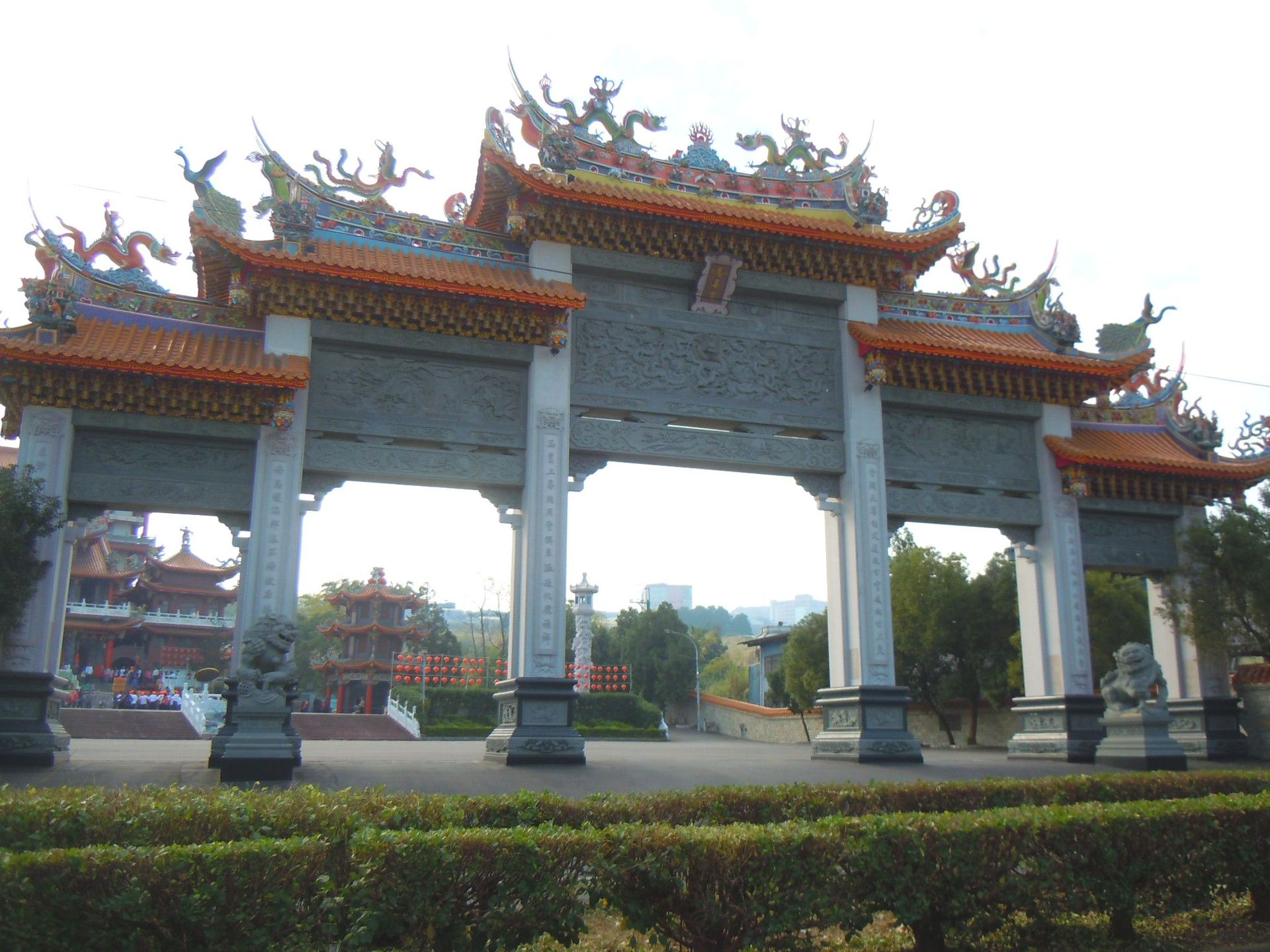
慈善宮入口的牌樓。

- 成立媽祖陰德會，要替縣內的無名屍、獨居長者及低收入戶捐棺安葬[5]。
- 並以具體行動捐贈給南投分局半山派出所巡邏車，還有救護車[6]。